# Gårslev Sogn
Gårslev Sogn er et sogn i Vejle Provsti (Haderslev Stift).
Indtil 1883 var Gårslev Sogn anneks til Pjedsted Sogn, hvorefter de var to selvstændige pastorater. Begge sogne hørte til Holmans Herred i Vejle Amt. De var to selvstændige sognekommuner. Ved kommunalreformen i 1970 blev Pjedsted indlemmet i Fredericia Kommune, mens Gårslev blev indlemmet i Børkop Kommune, der ved strukturreformen i 2007 indgik i Vejle Kommune.
I Gårslev Sogn ligger Gårslev Kirke.
I sognet findes følgende autoriserede stednavne:
- Elbæk (bebyggelse)
- Gårslev (bebyggelse, ejerlav)
- Hvidbjerg (bebyggelse)
- Høl (bebyggelse)
- Hølsgårde (bebyggelse)
- Lundbjerg Gårde (bebyggelse)
- Mørkholt (bebyggelse, ejerlav)
- Mørkholt Strand (bebyggelse)
- Nebbegård (ejerlav, landbrugsejendom)
- Nebbegårds Mark (bebyggelse)
- Overhøl (bebyggelse)
- Rands (bebyggelse, ejerlav)